# Leptomorphus crosskeyi
Leptomorphus crosskeyi är en tvåvingeart som beskrevs av Loïc Matile 1980. Leptomorphus crosskeyi ingår i släktet Leptomorphus och familjen svampmyggor.
Artens utbredningsområde är Centralafrikanska republiken. Inga underarter finns listade i Catalogue of Life.